# Regierung W. T. Cosgrave V
Die Regierung W. T. Cosgrave V war der vierte Exekutivrat des Irischen Freistaats, sie amtierte vom 11. Oktober 1927 bis zum 3. April 1930.
Bei der Parlamentswahl am 15. September 1927 wurde die seit 1923 regierende Cumann na nGaedheal (CG) mit 65 von 155 Sitzen stärkste Partei und stellte, mit Unterstützung der Farmers’ Party (FP) und einiger Unabhängiger Abgeordneter, die Regierung.
William Thomas Cosgrave wurde am 11. Oktober mit 76 zu 70 Stimmen wiedergewählt. Die Minister wurden am Folgetag vom Dáil gewählt. Die Ernennung der Mitglieder des Exekutivrats erfolgte durch Generalgouverneur Timothy Michael Healy. Alle Mitglieder der Regierung gehörten Cumann na nGaedheal (CG) an, mit Ausnahme des Vorsitzenden der Farmers’ Party, Michael Heffernan, der Parlamentarischer Sekretär beim Minister für Post und Telegraphie wurde.
Als die Regierung bei der Abstimmung über die Old Age Pensions Bill mit 64 zu 66 Stimmen unterlag, erklärte Cosgrave am 28. März 1930 seinen Rücktritt.

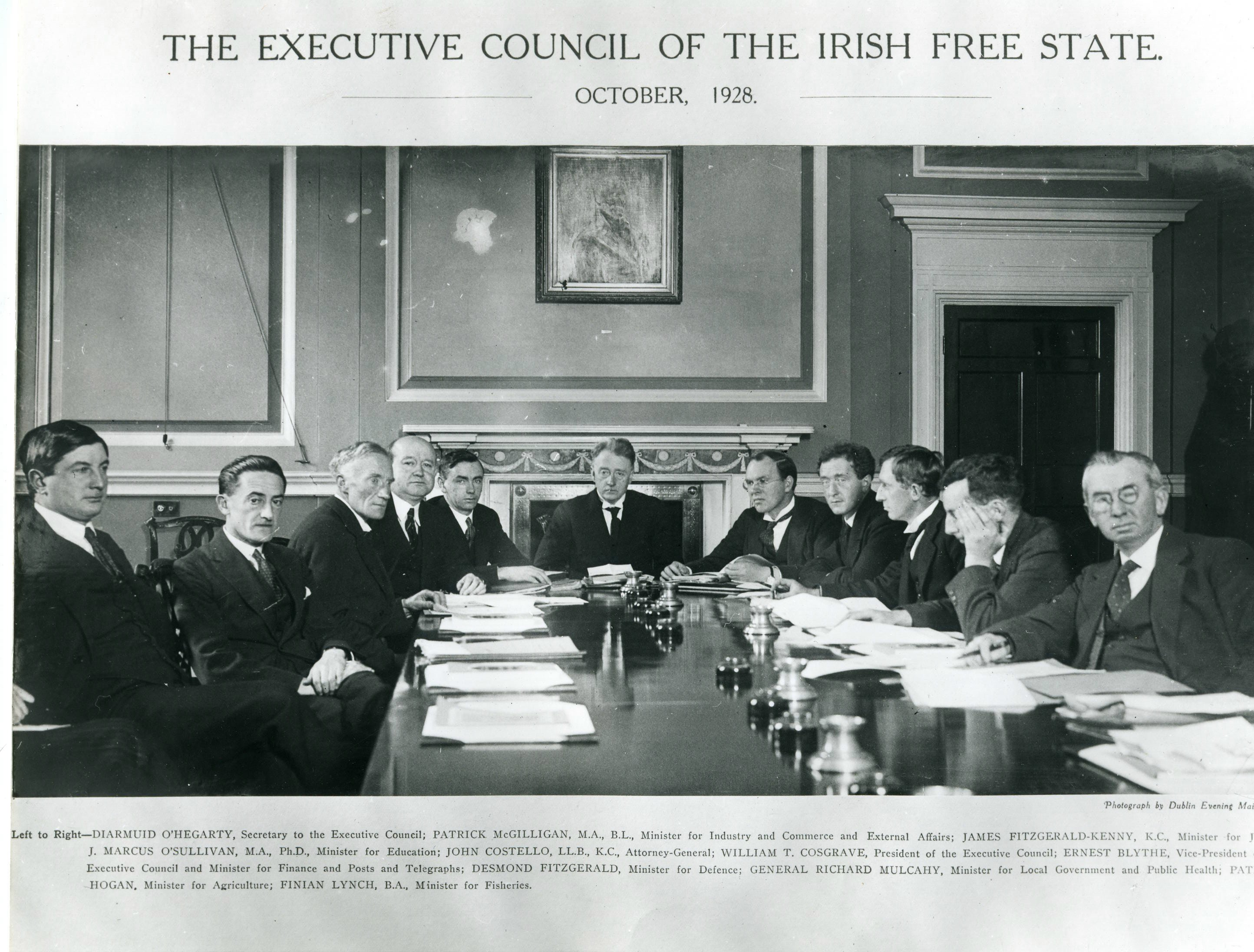
Executive Council of the Irish Free State – Oktober 1928.
L–>R: Diarmuid O'Hegarty, Patrick McGilligan, James FitzGerald-Kenney, John O’Sullivan, John A. Costello, W. T. Cosgrave, Ernest Blythe, Desmond FitzGerald, Richard Mulcahy, Patrick Hogan und Fionán Lynch.

## Zusammensetzung
| Minister                                                          | Minister                | Minister | Minister         | Minister | Minister      |
| Amt                                                               | Name                    | Partei   | Amtszeit         | Amtszeit | Amtszeit      |
| ----------------------------------------------------------------- | ----------------------- | -------- | ---------------- | -------- | ------------- |
| Präsident des Exekutivrats                                        | William Thomas Cosgrave | CG       | 11. Oktober 1927 | –        | 3. April 1930 |
| Vizepräsident des Exekutivrats                                    | Ernest Blythe           | CG       | 12. Oktober 1927 | –        | 3. April 1930 |
| Finanzminister                                                    | Ernest Blythe           | CG       | 12. Oktober 1927 | –        | 3. April 1930 |
| Minister für Post und Telegraphie                                 | Ernest Blythe           | CG       | 12. Oktober 1927 | –        | 3. April 1930 |
| Außenminister                                                     | Patrick McGilligan      | CG       | 12. Oktober 1927 | –        | 3. April 1930 |
| Minister für Industrie und Handel                                 | Patrick McGilligan      | CG       | 12. Oktober 1927 | –        | 3. April 1930 |
| Bildungsminister                                                  | John M. O’Sullivan      | CG       | 12. Oktober 1927 | –        | 3. April 1930 |
| Minister für Fischerei                                            | Fionán Lynch            | CG       | 12. Oktober 1927 | –        | 3. April 1930 |
| Justizminister                                                    | James FitzGerald-Kenney | CG       | 12. Oktober 1927 | –        | 3. April 1930 |
| Minister für Land und Landwirtschaft                              | Patrick Hogan           | CG       | 12. Oktober 1927 | –        | 3. April 1930 |
| Minister für lokale Verwaltung und Gesundheit                     | Richard Mulcahy         | CG       | 12. Oktober 1927 | –        | 3. April 1930 |
| Verteidigungsminister                                             | Desmond FitzGerald      | CG       | 12. Oktober 1927 | –        | 3. April 1930 |
| Parlamentarische Sekretäre                                        |                         |          |                  |          |               |
| Amt                                                               | Name                    | Partei   | Amtszeit         | Amtszeit | Amtszeit      |
| Parlamentarischer Sekretär beim Präsidenten des Regierungsrats    | Eamonn Duggan           | CG       | 13. Oktober 1927 | –        | 3. April 1930 |
| Parlamentarischer Sekretär beim Finanzminister                    | James Burke             | CG       | 13. Oktober 1927 | –        | 3. April 1930 |
| Parlamentarischer Sekretär beim Minister für Industrie und Handel | James Dolan             | CG       | 13. Oktober 1927 | –        | 3. April 1930 |
| Parlamentarischer Sekretär beim Minister für Fischerei            | Martin Roddy            | CG       | 13. Oktober 1927 | –        | 3. April 1930 |
| Parlamentarischer Sekretär beim Minister für Post und Telegraphie | Michael Heffernan       | FP       | 13. Oktober 1927 | –        | 3. April 1930 |
| Parlamentarischer Sekretär beim Verteidigungsminister             | Eamonn Duggan           | CG       | 13. Oktober 1927 | –        | 3. April 1930 |